# Adriano Espaillat
Adriano de Jesús Espaillat Rodríguez (ur. 27 września 1954 w Santiago de los Caballeros w Dominikanie) – amerykański polityk, członek Partii Demokratycznej.

## Działalność polityczna
Od 1996 do 2010 zasiadał w New York State Assembly, a od 2011 do 2016 w New York State Senate. Od 3 stycznia 2017 jest przedstawicielem 13. okręgu wyborczego w stanie Nowy Jork w Izbie Reprezentantów Stanów Zjednoczonych.